# Harry Carey Jr.

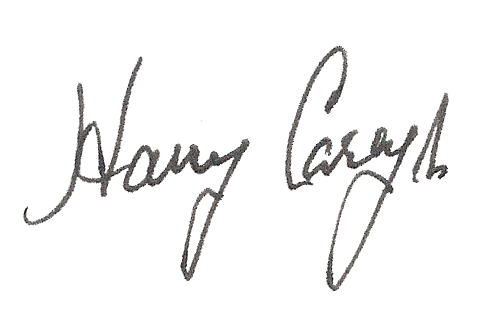
Assinatura de Harry Carey Jr.

Henry George "Dobe" Carey, Jr. (Saugus, Santa Clarita, Califórnia, 16 de maio de 1921 – Santa Bárbara, Califórnia, 27 de dezembro de 2012), mais conhecido como Harry Carey Jr., foi um ator norte-americano. Ele atuou em mais de noventa filmes, incluindo vários westerns de John Ford, bem como várias séries de televisão.
Filho do também ator e roteirista Harry Carey (1878–1947).